# Blastocystis hominis
Blastocystis hominis es un protista unicelular pleomórfico, anaerobio estricto y enteroparasítico de gran prevalencia a nivel mundial que puede encontrarse en el intestino humano y que podría provocar procesos diarreicos. Para su diagnóstico en materia fecal se reconocen las formas vacuolar, avacuolar, granular y quística. En muestras procedentes de medios de cultivo se han reconocido además las formas de esquizonte y trofozoíto. Existen diversos tipos de Blastocystis que, además de infectar a los humanos, pueden infectar animales de granja, aves, roedores, anfibios, reptiles, peces e incluso cucarachas.
Su papel como causante de enfermedad en la especie humana no está aclarado y muchos autores lo consideran un agente no patógeno, es decir no causante de enfermedad, por lo que su hallazgo en heces sería carente de relevancia.

## Taxonomía
La clasificación apropiada de Blastocystis ha sido resuelta solo hace poco. La descripción original de Blastocystis fue como hongo, debido a su apariencia brillante de levadura en los preparados frescos y por la ausencia de pseudópodos y locomoción. Esto fue contradicho por el microbiólogo estadounidense Charles Henry Zierdt, quien los reclasificó en el subfilo Apicomplexa (como parte de lo que antes se llamaba esporozoos), basándose en las características de protozoos que presenta Blastocystis, tales como la presencia de núcleo celular, retículo endoplasmático liso, aparato de Golgi u orgánulos derivados de mitocondrias. El que sea sensible a fármacos antiprotozoarios y la incapacidad de crecer en medios de cultivo para hongos indicaban que se trataba de un protozoario. Revisiones profundas y recientes de su clasificación, basadas en métodos moleculares modernos, demuestran que Blastocystis efectivamente no es un hongo, sino un protista (un eucarionte que no es ni hongo, ni animal ni planta) del mismo grupo de los opalinados (Opalinata) que son protistas que se encuentran comunmentemente en el intestino de diversos animales. Los opalinados se colocan dentro del superfilo Stramenopiles, en donde se encuentran entre otros las algas pardas, las diatomeas, Phytophthora (organismo causante de la gran hambruna irlandesa y de la muerte súbita del roble) o los pseudohongos que producen el mildiu.

## Morfología

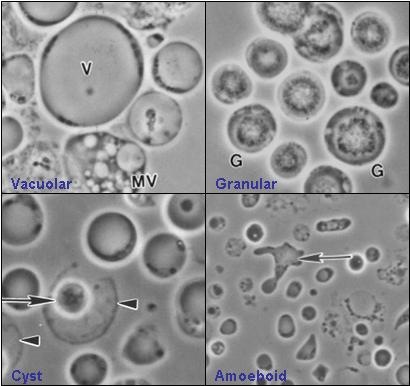
Cuatro formas comunes de Blastocystis hominis.

La descripción morfológica en materia fecal mediante tinciones aún no ha sido bien establecida, ya que la mayor parte de las descripciones en materia fecal fresca han sido por examen directo en fresco con solución salina isotónica y lugol; sin embargo, el polimorfismo del protozoo hace necesario teñirlo para diferenciar las diferentes fases de desarrollo, pues de lo contrario se pueden cometer errores de omisión diagnóstica por desconocimiento de las fases al microscopio.
Blastocystis presenta una gran diversidad morfológica. Por lo general, son organismos de forma esférico-ovalados, incoloros, hialinos y refringentes. El tamaño varía entre 5 y 40 μm (micrómetros) de diámetro, con una masa central granular, rodeada por refringencia con uno o dos núcleos. En ciertos preparados puede notarse un cariosoma que es central, grande y negro.
Se describen comúnmente cuatro formas: vacuolar (también denominada de cuerpo central), granular, ameboide y quística. La forma de aparición de este organismo es dependiente en gran medida de las condiciones ambientales, ya que es extremadamente sensible al oxígeno. No se conoce si todas estas formas coexisten en el intestino del huésped.
- Forma vacuolar. Es la forma típica de la célula de Blastocystis en los cultivos, utilizada a menudo en la identificación del organismo. La forma vacuolar varía mucho en tamaño, con diámetros que oscilan entre 2 y 200 µm (micrómetros). Se denomina también forma central porque presenta una gran vacuola central rodeada de una estrecha banda periférica de citoplasma que contiene otros orgánulos. Se observa material amorfo esparcido de manera desigual por toda la vacuola. Se desconoce todavía la función de la vacuola aunque se ha sugerido que es para propósitos de almacenamiento, al igual que en otras muchas células eucariotas.
- Forma granular. Es hasta cierto punto morfológicamente similar a la forma vacuolar, salvo que se observan distintos gránulos en la vacuola central o en el citoplasma. Dentro de la vacuola central estos gránulos aparecen también en diferentes formas. Se han sugerido tres tipos: metabólico, lípido y reproductivo, aunque al basarse solamente en técnicas de microscopía se precisan más pruebas para llegar a una conclusión definitiva.
- Forma amoeboide. Esta forma es inmóvil y fuertemente adhesiva. Un estudio de investigación ha informado que la forma ameboide se produce solo en cultivos tomados de individuos sintomáticos, mientras que la forma vacuolar se aísla exclusivamente de individuos asintomáticos. El estudio sugiere que este método podría ser utilizado para el diagnóstico de la infección sintomática. Además, sugiere que los síntomas podrían ser debidos a la acumulación de las formas ameboides adhesivas en la pared intestinal del huésped. Un detallado estudio ultra-estructural de las forma ameboide fue publicada en 2006.[8]

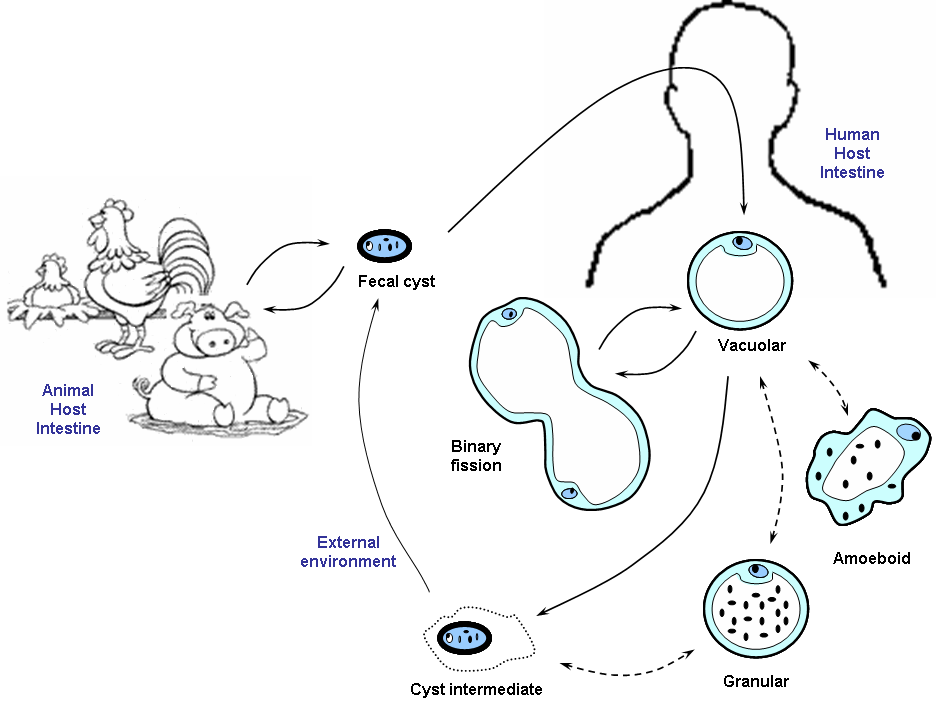
Ciclo vital de Blastocystis propuesto por el microbiólogo Kevin Tan Shyong-Wei.

- Forma quística. Presenta una gruesa pared de varias capas y, en comparación con las otras formas, generalmente es más pequeña. Carece de vacuola central, pero se observan algunos núcleos, múltiples vacuolas y gránulos de reserva. El quiste es la forma más resistente del parásito y es capaz de sobrevivir a condiciones muy duras debido a las múltiples capas de la pared. Los experimentos que se han llevado a cabo han mostrado su capacidad para soportar los ácidos gástricos, no se abren cuando se colocan en agua destilada y pueden sobrevivir a temperatura ambiente durante un máximo de 19 días.[10][11] En otro experimento, el quiste fue capaz de sobrevivir en un medio de cultivo que contenía drogas antiprotozoales.

El ciclo de vida propuesto comienza con la ingestión del quiste y dentro del huésped se desarrollan las otras formas, hasta que eventualmente vuelven a desarrollarse quistes que se propagarán en las heces.

## Reservorio
De acuerdo con algunas investigaciones el Blastocystis se transmite entre animales y humanos por la ingestión de quistes, presentes en aguas o alimentos contaminados con materia fecal procedente de un portador, por lo tanto se puede encontrar en animales y seres humanos.
Además de infectar a los humanos, pueden infectar animales de granja, aves, roedores, anfibios, reptiles, peces e incluso cucarachas.
La forma presente en el intestino humano parece ser una pequeña célula avacuolar sin cubierta celular. Mientras la forma avacuolar pasa a través del intestino, las pequeñas vesículas presentes en el citoplasma probablemente coalecen y subsecuentemente la célula aparece como la forma multivacuolar.
La forma multivacuolar, encontrada como predominante en materia fecal, está rodeada por una gruesa cubierta celular. La pared quística parece formarse bajo la cubierta celular, la cual posteriormente parece deshacerse. El quiste resultante parece ser la forma infectiva de Blastocystis.
La ingestión por un nuevo hospedero y desenquistamiento de la célula completaría el ciclo. Tal desenquistamiento puede ocurrir como resultado de la exposición de la forma quística al ácido gástrico y enzimas intestinales.
La forma quística fue notada con mayor frecuencia en materia fecal almacenada, que en heces frescas sugiriendo que esta forma podría desarrollarse en respuesta a la salida del hospedero, o factores ambientales externos

## Epidemiología
De acuerdo con algunas investigaciones el Blastocystis se transmite entre animales y humanos por la ingestión de quistes, presentes en aguas o alimentos contaminados con materia fecal procedente de un portador. El parásito puede proliferar en el organismo humano por años sin causar síntomas, pero debido a que segrega proteasas, puede provocar como reacción, la producción de anticuerpos y el consecuente desencadenamiento de diarreas, náuseas, anorexia y espasmos abdominales. No es capaz de invadir la mucosa intestinal. Actualmente se trata con metronidazol u otros nitroimidazoles (tinidazol) y nitazoxanida.

## Prevención de la enfermedad
- Ingesta de alimentos lavados y cocidos (alimentos vegetales a 80 °C —grados Celsius—, lavados con detergentes fuertes)
- Lavado de manos
- Buena nutrición
- Agua potable
- Buena disposición de excretas
- Mejor condicionamiento de hacinamiento
- Educación sanitaria
- Saneamiento ambiental
- Tratamiento de afectados